# محمد علاء الدين (لاعب كرة قدم)
محمد علاء الدين، من مواليد 24 يناير 1994 في مصر، وهو لاعب كرة قدم قطري من أصل مصري ويلعب مركز دفاع، وهو حالياً لاعباً لالنادي العربي القطري.

## مسيرة اللاعب
لعب في نادي الريان ونادي الدحيل والنادي العربي.

## مصدر
1. ↑  اللاعب: محمد علاء الدين نسخة محفوظة 11 يونيو 2017 على موقع واي باك مشين.

## المواقع الخارجية
- محمد علاء الدين على موقع قاعدة بيانات كرة القدم.إي يو (الإنجليزية)
- محمد علاء الدين على موقع Soccerway.com (الإنجليزية)